# 26 июня
26 июня — 177-й день года (178-й в високосные годы) по григорианскому календарю.
До конца года остаётся 188 дней.
До 15 октября 1582 года — 26 июня по юлианскому календарю, с 15 октября 1582 года — 26 июня по григорианскому календарю.
В XX и XXI веках соответствует 13 июня по юлианскому календарю.

## Праздники и памятные дни
См. также: Категория:Праздники 26 июня

### Международные
- ООН — Международный день в поддержку жертв пыток
- ООН — Международный день борьбы со злоупотреблением наркотическими средствами и их незаконным оборотом

### Национальные
- Азербайджан — День вооружённых сил Азербайджана
- Беларусь — День работников прокуратуры[2]
- Туркменистан — День работников прокуратуры[3]
- Мадагаскар — День независимости
- Румыния — День национального флага[рум.]

### Религиозные
Православие
- память мученицы Антонины Никейской (284—305)
- память мученицы Акилины Старшей (293)
- память святителя Трифиллия, епископа Левкусии Кипрской (ок. 370)
- память преподобных Анны (Евфимиана) (826) и сына её, Иоанна Вифинского (IX)
- память преподобных Андроника, игумена (1395), и Саввы (XV), Московских
- память преподобной Александры Дивеевской (Мельгуновой) (1789)
- память священномученика Алексия Архангельского, пресвитера (1918)
- память мученицы Пелагии (Жидко) (1944)

### Именины
- Католические: Иоанн, Павел.
- Православные: Акулина, Александр, Андрей, Андроник, Анна, Антонина, Даниил, Иван, Пелагея, Савва, Трифилий, Яков.

## События
См. также: Категория:События 26 июня

### До XIX века
- 422 — 2-м императором Южной Сун становится Лю Ифу после смерти своего отца У-ди[источник не указан 1623 дня].
- 1698 — Пётр I с Великим посольством прибыл в Вену.
- 1794
  - битва при Флерюсе.
  - битва под Солами.

### XIX век
- 1829 — А. С. Пушкин, прибыв в действующую армию на Кавказ, принял участие в сражении с турками.
- 1831 — началась крупнейшая в истории Санкт-Петербурга эпидемия холеры, унёсшая жизни более 4,7 тысячи человек.
- 1861 — в Загребе основана Хорватская партия права.
- 1866 — состоялось Подольское сражение.
- 1875 — Льюис Кэрролл создал постановочную фотографию «Святой Георгий и дракон».
- 1896 — в Новом Орлеане (США, штат Луизиана) открылся первый в мире кинотеатр, действовавший постоянно. Он был рассчитан на 400 мест.

### XX век
- 1907 — началась экспедиция Арсеньева 1907 года — вторая Сихотэ-Алиньская экспедиция Владимира Арсеньева.
- 1925 — премьера в Голливуде фильма Чарли Чаплина «Золотая лихорадка».
- 1930 — в Москве открылся XVI съезд ВКП(б), работавший до 12 июля, который утвердил лозунг «Пятилетку — в четыре года».
- 1935 — старт стратостата «СССР-1-бис», который достиг высоты 16 км.
- 1936 — свой первый полёт совершил первый прототип двухвинтовой машины Focke-Wulf Fw 61 — первого в мире абсолютно удачного вертолёта.
- 1938 — выборы в Верховные Советы РСФСР, Украины и Белоруссии.
- 1940 — в связи с начавшейся Второй мировой войной и напряжённой международной обстановкой, указом Президиума Верховного Совета СССР в стране введены 8-часовой рабочий день, 7-дневная рабочая неделя (шесть рабочих и один выходной) и уголовная ответственность за опоздание на работу более 21 минуты.
- 1941
  - Экипаж самолёта ДБ-3ф под командованием капитана Николая Гастелло совершил «огненный таран» механизированной колонны врага, за что Гастелло был посмертно удостоен звания Герой Советского Союза.
  - Политбюро ЦК КПСС приняло секретное решение о перевозе гроба с телом Ленина в Тюмень.
- 1943 — силы НОАЮ со второго раза успешно взяли Власеницу.
- 1945
  - В СССР учреждено звание Генералиссимус Советского Союза. На следующий день первым и единственным обладателем его стал И. В. Сталин.
  - На конференции в Сан-Франциско представителями 50 государств подписан Устав Организации Объединённых Наций (ООН).
- 1948 — начало поставок в Западный Берлин, блокированный 23 июня советскими войсками, жизненно важных ресурсов по «Берлинскому воздушному мосту».
- 1950 — советское кабельное судно «Пластун» подверглось нападению 4 южнокорейских судов.
- 1954
  - Произведён энергетический пуск первой в мире атомной электростанции.
  - На чемпионате мира по футболу сборная Австрии обыграла сборную Швейцарии со счётом 7:5 — самый результативный матч в истории чемпионатов мира.
- 1957 — в Государственном реестре открытий СССР зарегистрировано первое научное открытие.
- 1959 — катастрофа самолёта Lockheed Starliner близ Милана. На тот момент самая смертоносная авиакатастрофа в Италии (68 погибших).
- 1960
  - Провозглашена независимость Мадагаскара.
  - Провозглашена независимость Сомалиленда от Великобритании.
- 1963 — Джон Кеннеди в «Берлинской речи» по поводу 15-летия «Берлинского воздушного моста» перед 400 тыс. берлинцев выразил восхищение Берлином как форпостом свободы.
- 1974 — Минску присвоено почётное звание «Город-герой».
- 1975 — перестрелка на территории индейской резервации Пайн-Ридж в американском штате Южная Дакота, в результате которой были убиты два агента ФБР и один индеец. За убийство агентов ФБР в 1977 году был осуждён и отбывает два пожизненных заключения Леонард Пелтиер; убийство индейца не расследовалось.
- 1976 — матч за звание абсолютного чемпиона мира по боевым искусствам между Мохаммедом Али и японцем Иноки (Antonio Inoki) завершился вничью.
- 1977 — последний концерт Элвиса Пресли в Индианаполисе.
- 1979 — Мухаммед Али объявил, что покидает бокс, однако провёл ещё два боя в 1980 и 1981 годах.
- 1982 — Национальная футбольная лига назвала кокаин главной угрозой для спорта.
- 1988 — на авиашоу у французского города Мюлуз произошла первая катастрофа самолёта Airbus A320, погибли 3 человека.
- 1992 — финал чемпионата Европы по футболу 1992: в Гётеборге сборная Дании обыграла сборную Германии со счётом 2:0 и впервые стала чемпионом Европы
- 1995 — Священный синод Русской православной церкви учредил орден Святого мученика Трифона, которым награждаются российские и иностранные граждане, внёсшие вклад в борьбу с наркоманией и наркобизнесом. По другим данным это произошло 22 февраля.
- 1997
  - В Великобритании вышла первая книга о Гарри Поттере — «Гарри Поттер и философский камень».
  - Основана антивирусная компания «Лаборатория Касперского».

### XXI век
- 2003 — Верховный суд США постановил, что запрет гомосексуальных отношений противоречит Конституции страны.
- 2004 — в Санкт-Петербурге началось регулярное движение поездов по новому тоннелю метрополитена между станциями «Площадь Мужества» и «Лесная».
- 2015 — Верховный суд США, ссылаясь на четырнадцатую поправку к Конституции Соединённых Штатов, обязал все 50 штатов выдавать брачные свидетельства всем однополым парам.
- 2024 — на острове Сайпан прошло судебное заседание, на котором Джулиан Ассанж признал себя виновным в шпионаже в обмен на наказание в виде уже отбытого ранее тюремного заключения, и дело было официально закрыто.

## Родились
См. также: Категория:Родившиеся 26 июня

### До XIX века
- 1694 — Георг Брандт (ум. 1768), шведский химик и минералог, открывший в 1730 году кобальт.
- 1730 — Шарль Мессье (ум. 1817), французский астроном, открывший 14 комет, член Парижской АН.
- 1753 — Антуан Ривароль (ум. 1801), французский писатель.
- 1763 — Джордж Морланд (ум. 1804), английский пейзажист и анималист.
- 1770 — Кристиан Готфрид Генрих Гейслер (ум. 1844), немецкий рисовальщик, гравёр и иллюстратор.
- 1786 — Сунтон Пу (ум. 1855), тайский поэт, реформатор тайского стихосложения.
- 1794 — Иван Давыдов (ум. 1863), русский философ и филолог («Чтения о словесности»).

### XIX век
- 1819 — Эбнер Даблдей (ум. 1893), американский генерал, которому ошибочно приписывали изобретение бейсбола.
- 1821 — Митре Бартоломе (ум. 1906), аргентинский государственный деятель, президент Аргентины (1862—1868).
- 1824 — Уильям Кельвин (ум. 1907), британский физик и механик.
- 1826 — Филипп Вильгельм Адольф Бастиан (ум. 1905), немецкий этнограф-путешественник, основатель Берлинского музея народоведения.
- 1853 — Фредерик Генри Эванс (ум. 1943), английский фотограф, мастер архитектурной съёмки.
- 1866 — Джордж Герберт Карнарвон (ум. 1923), английский египтолог, руководивший экспедицией, открывшей гробницу Тутанхамона.
- 1869 — Мартин Андерсен-Нексё (ум. 1954), датский писатель, основатель Коммунистической партии Дании.
- 1877 — Ян Фабрициус (погиб в 1929), командир и комиссар Красной армии во время Гражданской войны в России.
- 1878 — Альберт Шиклош (ум. 1942), венгерский композитор, педагог.
- 1879 — Агриппина Ваганова (ум. 1951), балерина, балетмейстер, педагог, народная артистка РСФСР.
- 1888 — Сергей Обнорский (ум. 1962), русский языковед, диалектолог и лексикограф, основатель Института русского языка.
- 1892 — Пёрл Бак (ум. 1973), американская писательница, лауреат Нобелевской премии (1938).
- 1898 — Вилли Мессершмитт (ум. 1978), немецкий авиаконструктор.
- 1899 — Мария Николаевна (убита большевиками в 1918), великая княжна, третья дочь российского императора Николая II и императрицы Александры Фёдоровны.

### XX век
- 1900 — Тихон Сёмушкин (ум. 1970), русский советский писатель, лауреат Сталинской премии.
- 1902 — Уильям Лир (ум. 1978), американский инженер-самоучка, основавший первую авиакомпанию по производству частных самолётов бизнес-класса.
- 1904 — Петер Лорре (ум. 1964), австрийский и американский актёр венгерского происхождения, кинорежиссёр, сценарист.
- 1908 — Сальвадор Альенде (ум. 1973), президент Чили, сторонник демократического социализма, убитый в ходе ультраправого путча, поддержанного ЦРУ.
- 1909 — Том Паркер (ум. 1997), американский импресарио голландского происхождения, менеджер Элвиса Пресли.
- 1910 — Рой Планкетт (ум. 1994), американский химик, открывший пластик политетрафторэтилен.
- 1914
  - Вольфганг Виндгассен (ум. 1978), немецкий оперный певец (тенор).
  - Шапур Бахтияр (ум. 1991), иранский политик, последний премьер-министр монархического Ирана.
  - Лори Ли (ум. 1997), английский поэт и прозаик.
- 1916
  - Слободан Байич (погиб в 1943), югославский партизан, Народный герой Югославии.
  - Вирджиния Сатир (ум. 1988), американский психолог, психотерапевт.
- 1922 — Юрий Яковлев (ум. 1995), советский писатель и сценарист, лауреат Государственной премии СССР.
- 1925
  - Павел Беляев (ум. 1970), лётчик-космонавт СССР № 10, Герой Советского Союза.
  - Виктор Уральский (ум. 2009), советский и российский актёр театра и кино.
- 1926
  - Олга Бан (расстреляна в 1943), югославская партизанка, Народный герой Югославии.
  - Жером Лежён (ум. 1994), французский врач и учёный-генетик.
- 1927
  - Владимир Мотыль (ум. 2010), кинорежиссёр и сценарист, народный артист России.
  - Джерри Шацберг, американский кинорежиссёр и фотограф.
- 1928 — Ёсиро Накамацу, японский изобретатель, президент японского Института высоких технологий и инноваций.
- 1931 — Дмитрий Львов, советский и российский вирусолог, директор Института вирусологии имени Д. И. Ивановского РАМН.
- 1933 — Клаудио Аббадо (ум. 2014), итальянский дирижёр, музыкальный директор Венской оперы.
- 1937
  - Олег Кутафин (ум. 2008), советский и российский учёный-правовед, академик РАН.
  - Роберт Ричардсон (ум. 2013), американский физик, лауреат Нобелевской премии (1996).
- 1939 — Виталий Куценко, украинский дирижёр.
- 1944 — Геннадий Зюганов, российский политик, председатель ЦК КПРФ (с 1995), депутат Госдумы РФ.
- 1950 — Яак Йоала (ум. 2014), советский эстонский эстрадный певец.
- 1953 — Андрей Бильжо, российский художник-карикатурист, книжный иллюстратор.
- 1956 — Крис Айзек, американский поп-певец.
- 1961 — Грег Лемонд, американский велогонщик, трёхкратный победитель «Тур де Франс».
- 1962 — Хуберт Штрольц, австрийский горнолыжник, олимпийский чемпион в комбинации (1988).
- 1963 — Михаил Ходорковский, российский предприниматель, общественный и политический деятель.
- 1968 — Паоло Мальдини, итальянский футболист, многолетний капитан сборной Италии и «Милана».
- 1969
  - Колин Гринвуд, бас-гитарист английской группы «Radiohead».
  - Вячеслав Петкун, российский певец, музыкант и автор песен, лидер группы «Танцы минус».
- 1970
  - Пол Томас Андерсон, американский кинорежиссёр, сценарист и продюсер.
  - Крис О’Доннелл, американский киноактёр («Бэтмен навсегда» и «Бэтмен и Робин»).
- 1972 — Гару, канадский певец и актёр, исполнитель роли Квазимодо в оригинальной версии мюзикла «Нотр-Дам де Пари».
- 1976 — Эд Жовановски, канадский хоккеист, олимпийский чемпион (2002).
- 1979 — Райан Теддер, американский композитор и певец, вокалист группы OneRepublic.
- 1984
  - Индила, французская певица, композитор, автор песен.
  - Обри Плаза, американская актриса.
- 1987 — Самир Насри, французский футболист.
- 1992
  - Руди Гобер, французский баскетболист, двукратный призёр Олимпийских игр (2020 и 2024).
  - Дженнет Маккарди, американская актриса, певица и автор песен.
- 1993 — Ариана Гранде, американская актриса кино, телевидения и озвучивания, певица, композитор, автор песен и фотомодель.

### XXI век
- 2002 — БОЧ рВФ 260602, российский юноша с именем, в регистрации которого было отказано властями.
- 2005 — Алексия Нидерландская, принцесса Нидерландов.

## Скончались
См. также: Категория:Умершие 26 июня

### До XIX века
- 363 — Юлиан Отступник (р. 331), римский император в 361—363, племянник Константина Великого.
- 422 — У-ди (р. 363), первый император Южной Сун.
- 1274 — Насир ад-Дин Туси (р. 1201), персидский математик и астроном.
- 1541 — Франсиско Писарро (р. 1475), испанский конкистадор.
- 1752 — Хулио Альберони (р. 1664), кардинал и испанский государственный министр при короле Филиппе V.

### XIX век
- 1810 — Жозеф-Мишель Монгольфье (р. 1740), один из изобретателей воздушного шара для воздухоплавания.
- 1827 — Сэмюэл Кромптон (р. 1753), английский изобретатель, пионер прядильной промышленности.
- 1830 — Георг IV (р. 1762), король Великобритании и Ганновера (1820—1830).
- 1836 — Клод Руже де Лилль (р. 1760), французский поэт и композитор, автор «Марсельезы».
- 1855 — Иринарх Введенский (р. 1813), русский переводчик, литературный критик, педагог.
- 1861 — Павел Шафарик (р. 1795), чешский филолог, историк-славист, автор идеи славянского единства.
- 1889 — Мария Митчелл (р. 1818), американская женщина-астроном.

### XX век
- 1919 — Михаил Цвет (р. 1872), русский физиолог, биохимик.
- 1922 — Альбер I (р. 1848), князь Монако (1889—1922), океанограф-любитель, основатель Океанографического музея Монако и Института океанологии в Париже.
- 1941 — Николай Гастелло (р. 1907), советский военный летчик. Герой Советского Союза (посмертно).
- 1943 — Карл Ландштейнер (р. 1868), австрийский врач, иммунолог, химик. Лауреат Нобелевской премии по физиологии и медицине (1930).
- 1945 — Николай Черепнин (р. 1873), русский композитор, дирижёр и педагог.
- 1950 — Антонина Нежданова (р. 1873), певица (лирико-колоратурное сопрано).
- 1957 — Альфред Дёблин (р. 1878), немецкий писатель.
- 1964 — Александр Пирогов (р. 1899), оперный певец (бас), солист Большого театра, народный артист СССР.
- 1967 — погибла Франсуаза Дорлеак (р. 1942), французская актриса, старшая сестра Катрин Денёв.
- 1973 — Александр Безыменский (р. 1898), русский советский поэт и журналист.
- 1986 — Вадим Сидур (р. 1924), советский художник и скульптор-авангардист.
- 1990 — Джозеф Ликлайдер (р. 1915), американский учёный, специалист по психоакустике и информационным технологиям, один из создателей сети ARPANET, прототипа Интернета.
- 1991 — Аркадий Адамов (р. 1920), писатель, автор «милицейских» детективов.
- 1996 — Эдуард Захариев (р. 1938), болгарский режиссёр.
- 1997 — Израэль Камакавивооле (р. 1959), гавайский музыкант, активист движения за независимость.
- 1999 — Муза Крепкогорская (р. 1924), актриса театра и кино, заслуженная артистка РСФСР.

### XXI век
- 2003 — Марк-Вивьен Фоэ (р. 1975), камерунский футболист, погиб от сердечного приступа во время полуфинала Кубка конфедераций 2003
- 2004 — Наоми Шемер (р. 1930), израильская поэтесса и композитор, автор неофициального гимна Иерусалима «Золотой Иерусалим».
- 2010
  - Василий Евсеев (р. 1962), советский и украинский футболист.
  - Альгирдас Бразаускас (р. 1932), литовский государственный деятель, президент (1992—1998) и премьер-министр (2001—2006) Литвы.
- 2012 — Карина Шмаринова (р. 1937), советская актриса театра и кино.
- 2014 — Владимир Ильин (р. 1928), советский и российский математик, академик РАН.
- 2015 — Евгений Примаков (р. 1929), советский и российский политический и государственный деятель, в 1998—1999 председатель Правительства Российской Федерации.
- 2016 — Ростислав Янковский (р. 1930), белорусский актёр театра и кино, народный артист СССР.
- 2017 — Нафи Джусойты (р. 1925), осетинский писатель и литературовед, доктор филологических наук.
- 2018 — Андрей Дементьев (р. 1928), советский и российский поэт.
- 2025 — Лало Шифрин (р. 1932), аргентинский, затем американский джазовый пианист и композитор. Лауреат премии «Оскар» за выдающиеся заслуги в кинематографе (2018).

## Приметы
Акулина грачушница / Гречишница / Праздник каш
- В ясную погоду сеют гречиху.
- С этого дня начинает лютовать мошкара, комары, оводы, слепни, мухи. Скот бегает по полю, задравши хвосты, бесится (строчится) от оводов, мух, комаров.
- Мошкара толчётся кругами — быть хорошей погоде[8][неавторитетный источник].